# Alejandro Ávila
Alejandro Ávila (Guadalajara, Jalisco; 24 de noviembre de 1973) es un actor y cantante mexicano y ha tenido diversas participaciones especiales a lo largo de su carrera artística. Su verdadero nombre es Alejandro Aranda.
Ha participado en telenovelas como Amigas y rivales, De pocas, pocas pulgas y La que no podía amar, entre otras.

## Filmografía

### Telenovelas
- Amor amargo (2024-2025) - Guillermo San José[2][3]
- El Conde: amor y honor (2024) - Guillermo «Memo» Garza[4]
- El maleficio (2023-2024) - Joel
- Parientes a la fuerza (2021) - Tenoch Cruz[5]
- Como tú no hay dos (2020) - Germán Muñoz
- Vencer el miedo (2020) - David Cifuentes[6]
- El dragón (2019) - Ulises Murat
- Tenías que ser tú (2018) - Dr. Luis Urrutia
- Por amar sin ley (2018) - Álvaro Domínguez
- Me declaro culpable (2017-2018) - Gael Ahumada
- Mi adorable maldición (2017) - Camilo Espinosa
- Vino el amor (2016) - Marcos Muñoz
- Corazón que miente (2016) - Rogelio Medina Sánchez
- Que te perdone Dios (2015) - Lucio Ramírez
- Lo que la vida me robó (2013-2014) - Víctor Hernández
- Porque el amor manda (2012-2013) - Fernando Rivadeneira
- Corona de lágrimas  (2012-presente) - Baldomero Chavero[7]
- Abismo de pasión (2012) -Doctor Manrique
- La que no podía amar (2011-2012) - Ernesto Cortés
- Teresa (2010-2011) - Cutberto González
- Corazón salvaje (2009) - Pablo Miranda
- Juro que te amo (2008) - Mariano Lazcano
- Tormenta en el paraíso (2007) - Víctor
- Pasión (2007) - Juancho
- Amor sin maquillaje (2007) - Él mismo
- Amar sin límites (2006-2007) - Mario López
- Duelo de pasiones (2006) - Orlando Villaseñor
- El amor no tiene precio (2005) - Dr. Arnaldo Herrera
- Piel de otoño (2005) - Bruno Dordelli
- De pocas, pocas pulgas (2003) - Lorenzo Valverde
- La otra (2002)- Román Guillén
- Amigas y rivales (2001) - Sebastián Morales
- El precio de tu amor (2000-2001) - Guillermo San Miguel
- Cuento de Navidad (1999) - Saúl Coder (joven)
- Tres mujeres (1999-2000) - Claudio Altamirano
- Amor gitano (1999)
- Rosalinda (1999) - Gerardo Navarrete
- Infierno en el paraíso (1999) - Felipe
- Rencor apasionado (1998) - Alejandro Mena
- Esmeralda (1997) - Diseñador
- La culpa (1996) - Judicial
- Tú y yo (1996) - Tomás Santillana (Joven)
- La sombra del otro (1996) - Benito
- Marisol (1996) - Castello
- Lazos de amor (1995) - Jorge
- El premio mayor (1995) - Hugo
- Agujetas de color de rosa (1994-1995) - Huésped hotel
- Alcanzar una estrella II (1991)

### Series
- El gallo de oro (2023-2024) - Secundino[8][9]
- La bella y las bestias (2017) - Enrique León
- El equipo (2011) - Tres episodios (Carrasco)
- Como dice el dicho (2011)
- XY (2010) - Tres episodios (Fernando)
- Locas de amor (2009)
- Tiempo final (2009) - Dos episodios (Felipe), (Daniel)[10]
- La familia P. Luche (2002)- Ludoviquito (Adulto)
- Mujeres asesinas (2008-2009) - Dos episodios, (Antonio Valdivia), (José)
- La rosa de Guadalupe (2008) - La esperanza del perdón (Luis)
- Mujer, casos de la vida real
- Vecinos (2005) - América vs. Chivas (Federico)
- Diseñador ambos sexos (2001) Capítulo 2: En la guerra y el amor, (Actor)

### Cine
- La niña de Izamal (1993)
- La rata (1991)
- El estrangulador de la rosa (1990) - Padrote #2
- La ley de la mafia (1990) - Hampón #3
- La puerta negra (1988)

### Otros
- Las estrellas bailan en Hoy (2021) - él mismo[11]
- Big Brother (México) (2004) - él mismo
- Teletón 20-30 Panamá (2002) - invitado

## Premios y nominaciones

### Premios TVyNovelas
| Año  | Categoría               | Telenovela           | Resultado |
| ---- | ----------------------- | -------------------- | --------- |
| 2016 | Mejor actor antagónico  | Que te perdone Dios  | Nominado  |
| 2013 | Mejor actor coestelar   | Porque el amor manda | Nominado  |
| 2009 | Mejor actor protagónico | Juro que te amo      | Nominado  |